# Achlyk
L'Achlyk (en russe : Ашлык) est une rivière de Russie qui coule dans l'oblast de Tioumen en Sibérie occidentale. C'est un affluent du Vagaï en rive gauche. C'est donc un sous-affluent de l'Ob par le Vagaï puis par l'Irtych.

## Géographie
L'Achlyk prend sa source dans une zone lacustre située à plus ou moins 40 km à l'est de Yarkovo (en aval de la confluence de la Tobol et de la Toura) et à 60 kilomètres au sud-sud-est de la ville de Mazourovo (confluence de la Tavda et de la Tobol). Né comme émissaire de plusieurs étangs, il coule de façon générale du sud-ouest vers le nord-est, dans la partie méridionale de la plaine de Sibérie occidentale.
Il se jette dans le Vagaï en rive gauche à une vingtaine de kilomètres à vol d'oiseau de la confluence de ce dernier avec l'Irtych.
Le bassin de l'Achlyk comporte de nombreux lacs.

## Hydrométrie - Les débits à Achlyk
Le débit de l'Achlyk a été observé pendant 45 ans (de 1954 à 1999) à Achlyk, station hydrométrique située à 101 kilomètres de son confluent avec le Vagaï, à une altitude de 52,5 mètres.
Le débit inter annuel moyen ou module observé à Achlyk durant cette période était de 4,28 m3/s pour une surface de drainage prise en compte de 2 080 km2, soit les deux tiers du bassin versant total de la rivière. La lame d'eau écoulée dans le bassin atteint ainsi le chiffre de 65 millimètres par an, ce qui est nettement supérieur aux mesures effectuées sur le Vagaï, et de manière plus générale sur la plupart des cours d'eau du sud de la plaine de Sibérie occidentale.
Rivière alimentée en grande partie par la fonte des neiges, mais aussi par les pluies d'été-automne, l'Achlyk est un cours d'eau de régime nivo-pluvial.
Les hautes eaux se déroulent d'avril à juin, ce qui correspond à la fonte des neiges. Dès le mois de juin, le débit baisse fortement et cette baisse se poursuit en juillet. Par après le débit mensuel se stabilise jusqu'à la fin de l'automne, avec même un petit rebond en octobre. Puis il baisse à nouveau en novembre-décembre, ce qui constitue le début de la période des basses eaux. Celle-ci a lieu de décembre à mars inclus et correspond aux gels de l'hiver qui s'abattent sur toute la région.
Le débit moyen mensuel observé en mars (minimum d'étiage) est de 0,47 m3/s, soit plus ou moins 2,5 % du débit moyen du mois de mai (19,3 m3/s), ce qui montre des variations saisonnières d'amplitude très élevées. Et ces écarts de débit mensuel peuvent être encore plus marqués d'après les années.
On constate aussi de fortes disparités d'écoulement d'après les années. Ainsi le débit annuel moyen se montait à 17,31 m3/s en 1970, et n'était que de 0,38 m3/s en 1955.